# Joaquim Agrasot Juan
Joaquim Agrasot Juan (Joaquim Agrassot, segons les fonts) (Oriola, 24 de desembre de 1836 - València, 8 de gener de 1919) va ser un pintor valencià.

## Biografia
Molt jove es va traslladar a València, on va estudiar pintura amb Francisco Martínez Yago, pare de també pintor Salvador Martínez Cubells. Va estudiar a la Reial Acadèmia de Belles Arts de Sant Carles per continuar els seus estudis artístics. La seua primera exposició va tenir lloc a Alacant (1860), amb ocasió de l'Exposició Agrícola, Industrial i Artística, obtenint-hi una medalla de bronze.
La Diputació d'Alacant el va becar per a ampliar estudis a Roma, a on va traslladar-se l'any 1861. A Roma va entrar en contacte amb Eduardo Rosales, José Casado del Alisal i Marià Fortuny amb el qual va establir una sòlida relació d'amistat i que exerciria una important influència en l'obra d'Agrasot. Des de Roma va trametre a Madrid el quadre Una escola d'aldea als Estats Pontificis. Aquest quadre va ser exposat a l'Exposició de Belles Arts de Barcelona de 1866 junt amb un altre anomenat Una bugadera de la Scarpa, que obtindria una tercera medalla en l'esmentat certamen.

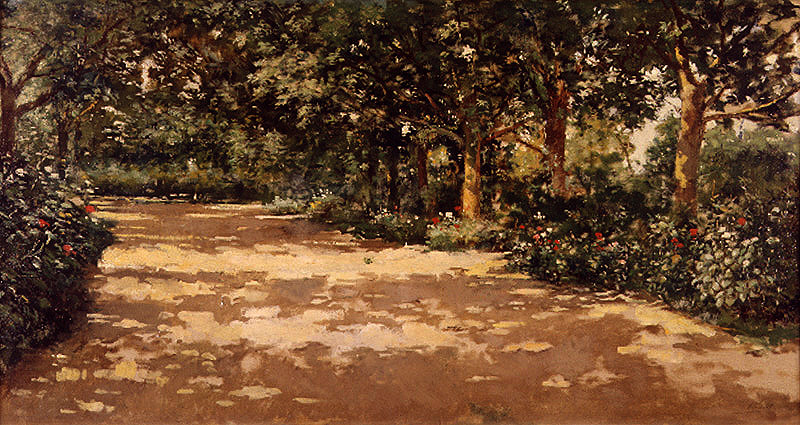
Un jardí valencià

Després d'una estada de tres anys a Roma, va tornar a Oriola, des d'on va continuar trametent obres a diferents certàmens, obtenint diverses distincions i consolidant el seu prestigi artístic.
Va tornar de nou a Roma, on va romandre fins a l'any 1875, després de la mort del seu estimat Fortuny, circumstància que li va causar una profunda pena. Es va instal·lar a València, on va viure la resta de la seua vida i on va nàixer-li un fill que també seria pintor: Ricard Agrasot Zaragozà.
L'any 1876 va rebre la medalla d'art de l'Exposició Universal de Filadèlfia i el 1888 la segona medalla de l'Exposició Universal de Barcelona de l'any 1888.
Els seus quadres d'història van donar-li gran fama; l'Estat va adquirir La mort de l'Excm. Marquès del Duero (1884) per a l'edifici del Senat i L'entrada de Carles V al Monestir de Yuste, exhibit en l'Exposició Nacional de 1887.
Va ser membre de l'Acadèmia de Belles Arts de Sant Carles de València i de l'Academia de Bellas Artes de San Fernando de Madrid. És enterrat al Cementiri General de València.

## Estil
L'estil d'Agrasot s'enquadra en el realisme, amb un especial interès en la pintura de gènere i el costumisme regional, sense abandonar el nu, la temàtica oriental i el retrat. Obligat per la moda va conrear també la pintura històrica, amb la qual era possible obtenir èxits en els ambients oficials de l'art espanyol del segle xix. La influència de Marià Fortuny va ser determinant en la seua pintura.

## Pintures

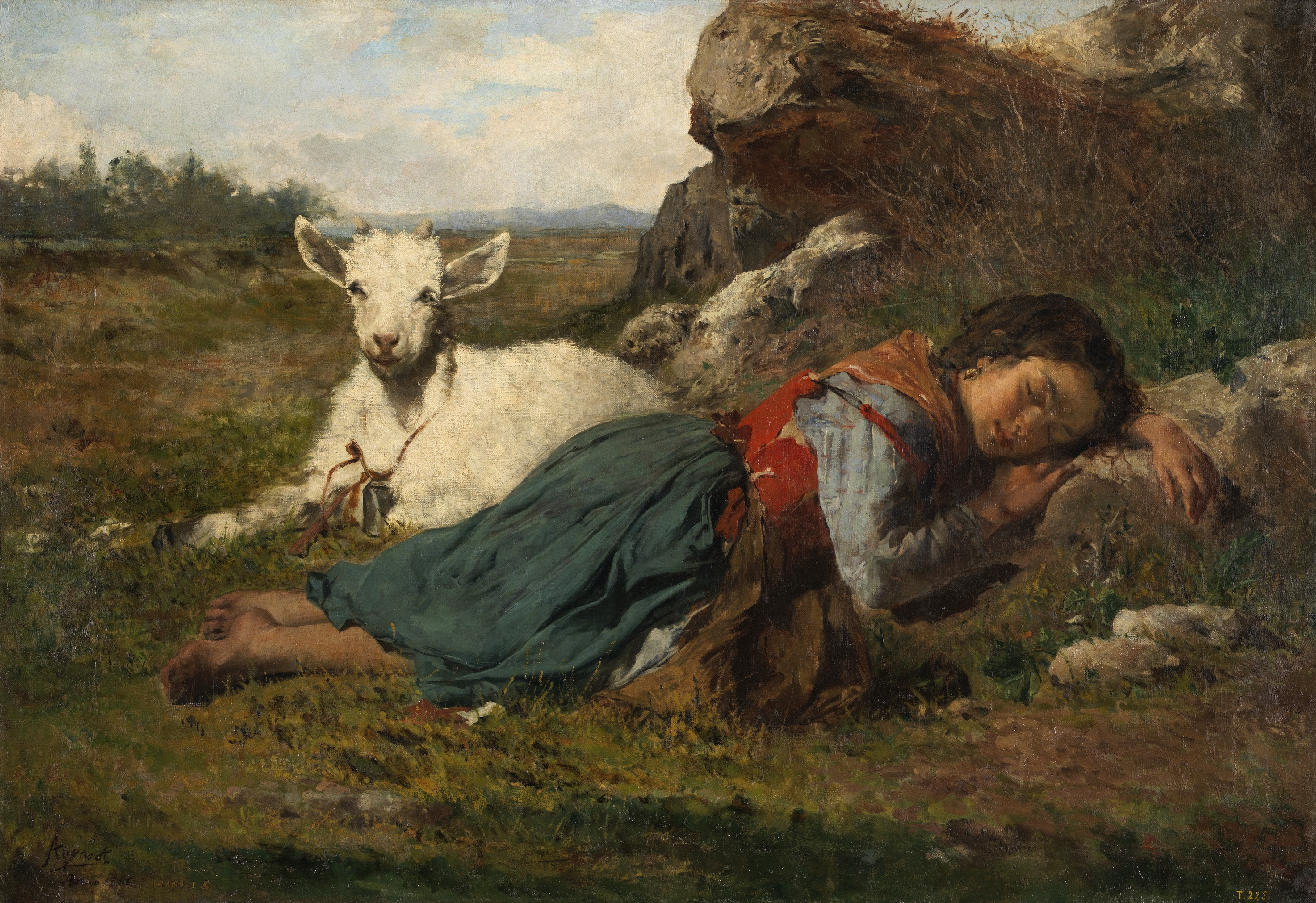
Dos amics
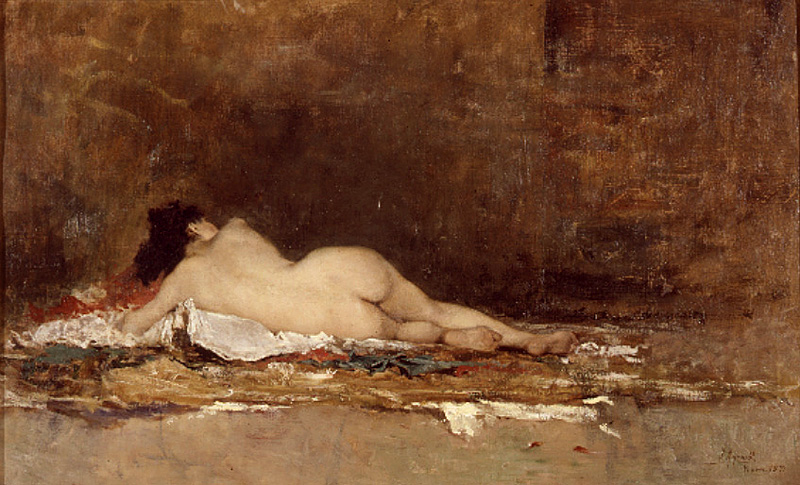
Nuesa
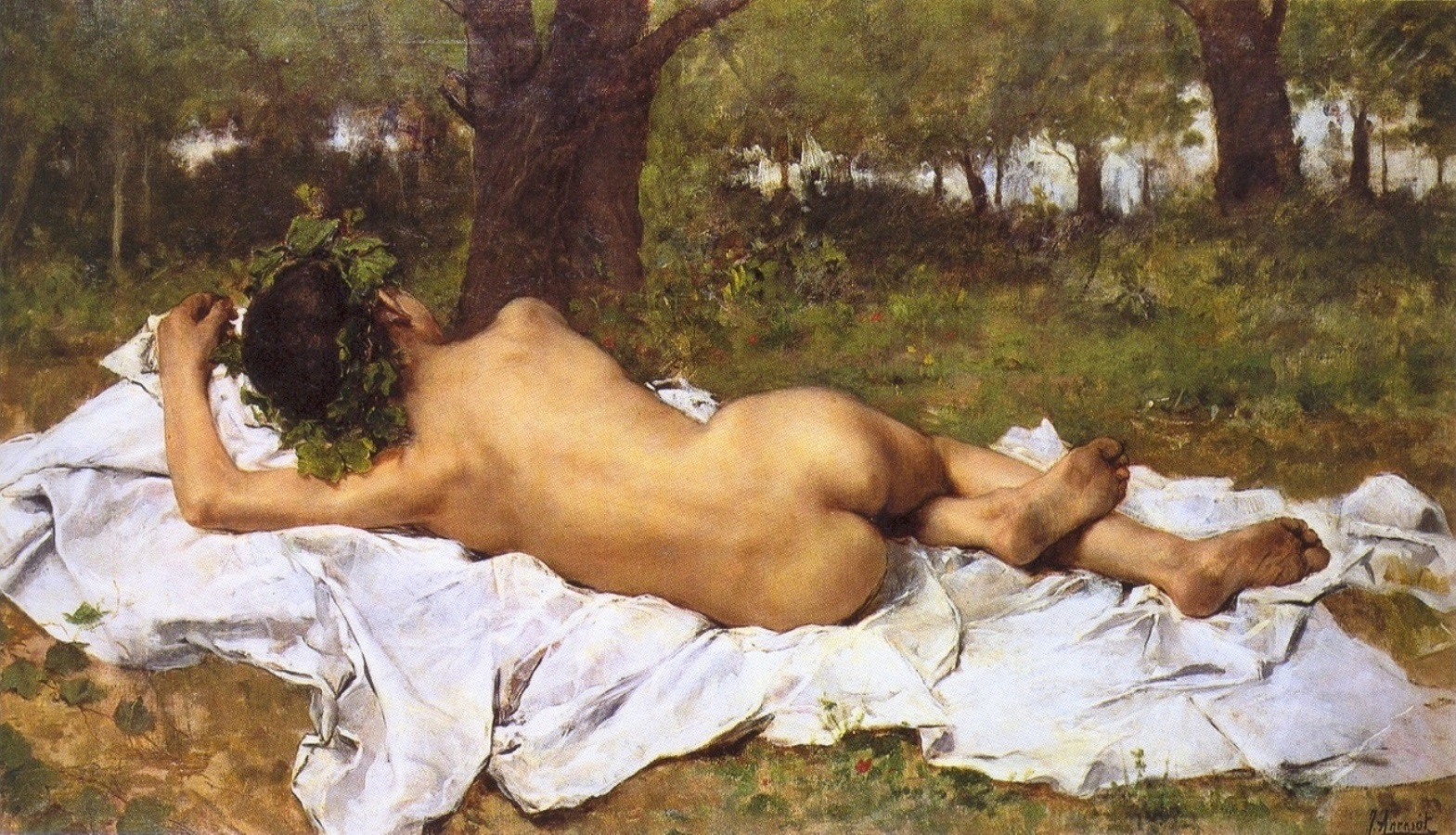
Baco jove